# Mount Deception
Mount Deception – szczyt w USA, w stanie Waszyngton (Hrabstwo Jefferson), położony 70 km na zachód od Seattle. Jest to drugi pod względem wysokości szczyt gór Olympic Mountains. Szczyt leży na terenie Parku Narodowego Olympic.
Szczyt w porównaniu do Mount Olympus ma niewielką liczbę lodowców i jest znacznie skąpiej pokryty śniegiem, gdyż znajduje się w cieniu opadowym łańcucha Bailey, przez co opady są dużo mniejsze niż na znajdującym się bliżej Pacyfiku Mount Olympus. Na szczyt nie prowadzi regularna trasa turystyczna, ale są poprowadzone ścieżki wspinaczkowe. Trasa w jedną stronę wynosi około 16 km i trzeba pokonać przewyższenie ponad 1100 m.